# كأس سويسرا 2016–17
كأس سويسرا 2016–17 هو الموسم 92 من كأس سويسرا. أقيم خلال الفترة 13 أغسطس 2016 وحتى 25 مايو 2017، وأشرف على تنظيمه اتحاد سويسرا لكرة القدم، وكان عدد الأندية المشاركة فيه 64، وفاز فيه نادي بازل.